# Pod Błatnią
Die Pod Błatnią (deutsch: Unter der Błatnia) ist ein Berg in Polen. Er liegt auf der Grenze der Gemeindegebiete von Brenna und Jaworze unweit der Błatnia. Mit einer Höhe von 853 m ist er der niedrigeren Berg im Klimczok-Kamm der Schlesischen Beskiden. Der Berg ist ein beliebtes Touristenziel mit vielen Ausblicken auf die benachbarten Gebirge und das Tiefland. 

## Tourismus
- Auf den Gipfel führen mehrere markierte Wanderwege von Brenna.